# دراپ‌اوت (مینی‌سریال)
دراپ‌اوت (به انگلیسی: The Dropout) یک مینی‌سریال درام آمریکایی است که توسط الیزابت میریویدر بر اساس پادکست دراپ‌اوت با ارائهٔ  ربکا جارویس و توسط ای‌بی‌سی نیوز تهیه شده است. این فیلم پرونده‌ٔ شرکت زیست‌فناوری ترانوس و زندگی بنیان‌گذار این شرکت، الیزابت هولمز (با بازی آماندا سایفرد) را به نمایش می‌گذارد. این سریال در ۳ مارس ۲۰۲۲ در پلت‌فرم اینترنتی هولو پخش شد.

## خلاصه داستان
The Dropout که بر اساس پادکست صوتی ABC ساخته شده است، درباره ظهور و سقوط الیزابت هلمز و شرکت او، ترانوس است. این فیلم به تجربیاتی می‌پردازد که احتمالاً انگیزه فریب‌ها و دروغ‌های هولمز را به صورت خطی، از دوران پیش از نوجوانی او تا افشای کلاهبرداری او، مرور می کند.

## بازیگران و شخصیت‌ها

### نقش‌های اصلی
- آماندا سیفرید در نقش الیزابت هلمز
- نوین اندروز در نقش سانی بالوانی